# Condado de Halifax (Nueva Escocia)
Condado de Halifax es un condado de la provincia canadiense de Nueva Escocia. El municipio del condado de Halifax era el gobierno municipal del condado de Halifax, además de los pueblos y ciudades incorporados por separado. El municipio se disolvió en 1996, junto con los gobiernos municipales y municipales, en su fusión en el municipio regional de Halifax.

## Historia
Deriva del nombre del noble George Montagu-Dunk, segundo conde de Halifax (1716-1771), el condado fue establecido por Orden en Consejo el 17 de agosto de 1759. Los límites de otros cuatro condados, Annapolis, Kings, Cumberland y Lunenburg, se definieron específicamente en ese momento, y el condado de Halifax comprendía toda la parte de la península de Nueva Escocia que no estaba dentro de sus límites.
Después de la Guerra de Siete Años, la isla del Cabo Bretón se anexó formalmente a Nueva Escocia. Durante un tiempo formó parte del condado de Halifax.
Los límites del condado de Halifax se modificaron en 1822. La parte del municipio de St. Mary (establecida en 1818) que había estado en el condado de Halifax se anexó e incluyó dentro del condado de Sydney .
La línea divisoria entre los distritos de Halifax y Colchester se confirmó y estableció el 3 de mayo de 1828. En 1835, el condado de Halifax se dividió y los condados de Colchester y Pictou se crearon a partir de partes de lo que anteriormente había sido el condado de Halifax. Finalmente, en 1880, se fijó el límite entre los condados de Halifax y Colchester.
Los límites del condado son también los límites de la Municipalidad Regional de Halifax, además junto de las Reservas Indígenas Nativas de Cole Harbour, Sheet Harbour y Shubenacadie, partes de las Primeras Naciones Millbrook y Shubenacadie .
El condado de Halifax sigue existiendo como condado en Nueva Escocia, sin embargo, todo el gobierno municipal y la prestación de servicios son administrados y gobernados por el municipio regional o las reservas indígenas canadienses, sin gobierno o administración adicional a nivel de condado.
Algunos nombran a Halifax como algo parecido al término estadounidense de ciudad-condado consolidada, que refiere que la ciudad más grande de un condado ha decido fucionar sus estatutos como propiamente un condado para mejor autonomía y administración de una ciudad.

## Comunidades
Municipios regionales
- Municipio regional de Halifax

Reservas indígenas
- Beaver Lake 17
- Cole Harbour 30
- Sheet Harbor 36
- Shubenacadie 13
- Wallace Hills 14A

## Demografía
Como una división del censo en el censo de población de 1996 realizado por Statistics Canada, el condado de Halifax registró una población de 342 966 que vive en 5557.29 km 2 de tierra. El 1 de abril de 1996, el condado de Halifax se disolvió y se creó el municipio regional de Halifax . El nuevo municipio recortó algo de terreno. Según el censo de 2016, Municipal Halifax tiene una población de 403,131 sobre 5,496.35 km 2 de tierra.